# Acronicta debilis
Acronicta debilis là một loài bướm đêm trong họ Noctuidae.